# Симон Кобецький (1865–1933)
Симон Кобецький (рос. Семен, Караїм. Сіма, літ. Симонас), (народився в 1865 році в Троках, помер у 1933 році в Наддніпрянській Україні) - караїмський поет і драматург.
Навчався у середній школі м. Тракай. У 1904 р. він видав у Києві першу збірку світської поезії на караїмській мові під назвою Jyrłar ("Пісні"), що складається з 25 ліричних творів, написаних кирилицею на тракайському діалекті. Однією з них стала відома поетична колискова пісня під назвою Юкла натовп! ("Спи, синку! ). Цілий текст був передрукований у Кракові в 1929 році. У 1905 р. на тиражованому пристрої була опублікована добірка його поезій. Деякі вірші були опубліковані до 1914 р. на сторінках журналу "Караимская жизнь", який виходив у Москві. У міжвоєнний період його петиційні твори друкувались у часописах Karaim, що видавалися в Польщі ("Karaj Awazy") та в литовському Каунасі ("Onarmach"). Він також написав драматичні та комедійні твори (включаючи одноактний водевіль Менагієн та триактну сценічну драму " Siuwiarlik boszatat bir jazychłarny" ). Однак рукописи цих творів, як і його казок, не збереглися.
Під час Першої світової війни він служив у російській армії полковником. Після Жовтневого перевороту він був демобілізований та оселений в Українській РСР.